# Baldellia ranunculoides
Espèce
Statut de conservation UICN

 NT  : Quasi menacé
Baldellia ranunculoides, aussi appelée alisma fausse-renoncule, flûteau fausse-renoncule ou plantain d’eau fausse-renoncule, est une espèce de plantes aquatiques du genre Baldellia, de la famille des alismatacées, originaire d'Europe et d'Afrique du Nord.

## Description morphologique

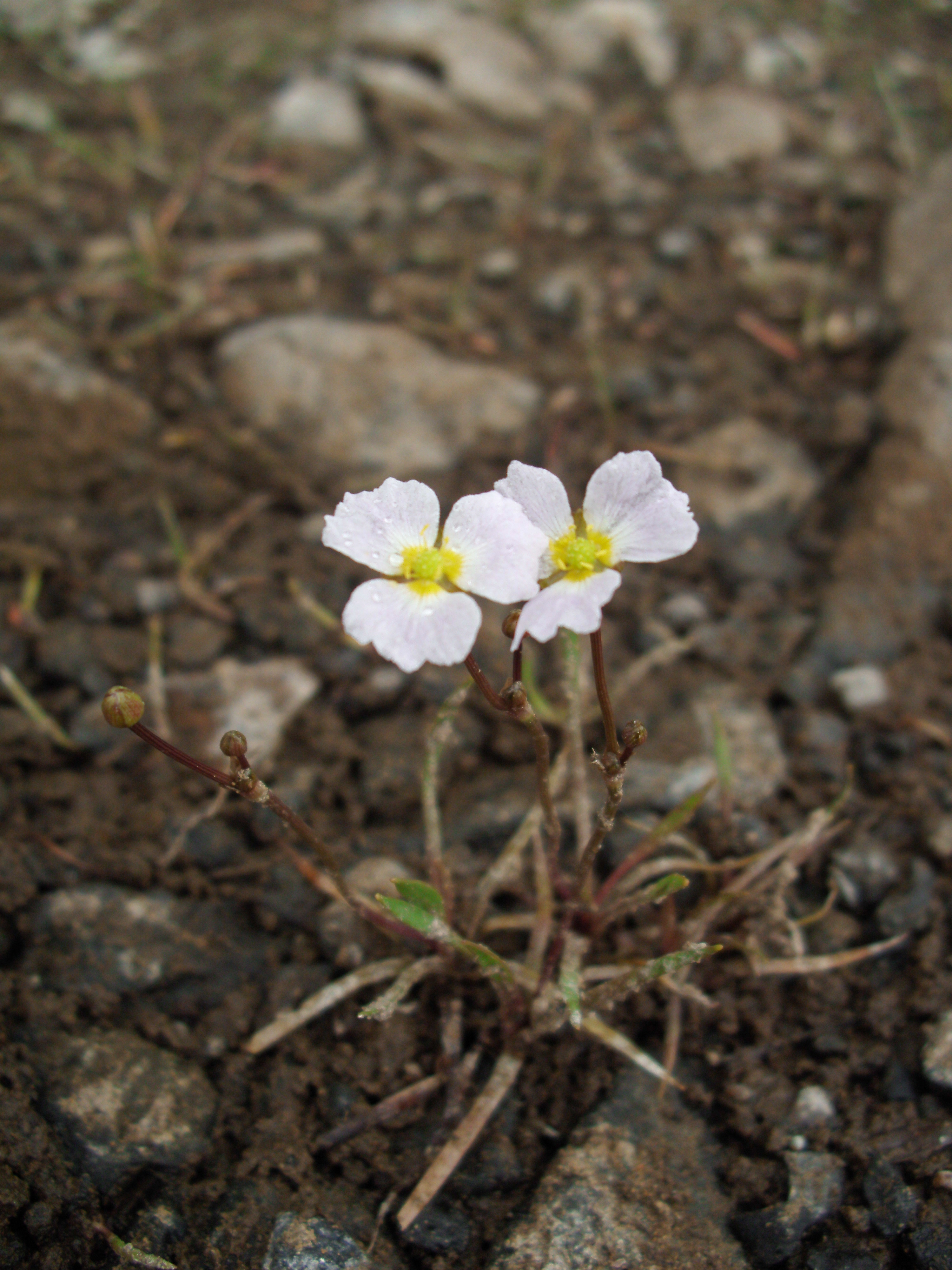
Fleurs de Baldellia ranunculoides

### Appareil végétatif
Cette plante vivace à rhizome court atteint de 10 à 60 cm de hauteur. Elle possède des feuilles glabres de forme linéaire, légèrement engainantes, disposées en rosette.

### Appareil reproducteur

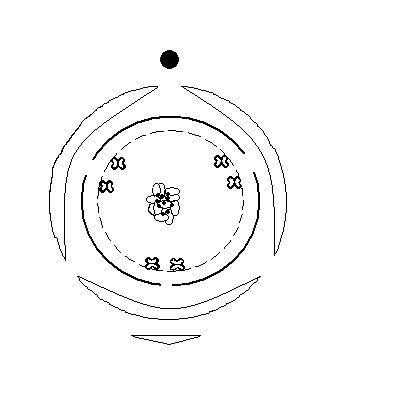
Diagramme floral de Baldellia ranunculoides

Les fleurs présentent 3 petits sépales et 3 pétales non soudés, entièrement blancs, entièrement roses, ou blancs à la base et roses sur la partie supérieure. Les organes reproducteurs sont composés de 6 étamines et de nombreux carpelles à un seul ovule. Les fruits sont des akènes.

## Répartition et habitat
L'aire de répartition de Baldellia ranunculoides couvre l'ouest et le sud de l'Europe, atteignant au nord le Royaume-Uni et la Norvège, à l'est la Grèce et Chypre, au sud l'Afrique du Nord (du Maroc à la Tunisie).
Cette plante est caractéristique de certaines communautés végétales amphibies pérennes septentrionales (Littorelletalia), plus précisément des gazons des bordures d'étangs acides en eaux peu profondes et des gazons des berges tourbeuses en eaux peu profondes (Hydrocotylo-Baldellion).

## Classification et systématique

### Description de l'espèce
Cette espèce a été décrite en par Carl von Linné sous le nom Alisma ranunculoides dans son ouvrage Species Plantarum de 1753. Elle a été rebaptisée Baldellia ranunculoides par Filippo Parlatore en 1854 dans Nuovi Generi e Nuove Specie di Piante Monocotiledoni.
D'autres appellations ont été proposées pour cette espèce : George Engelmann proposa en 1864 le nom Echinodorus ranunculoides dans  Flora der Provinz Brandenburg, et Carl Ernst Otto Kuntze proposa Sagittaria ranunculodes dans son ouvrage Revisio Generum Plantarum, en 1898, mais cette dernière appellation est considérée comme totalement invalide (nomen illegitimum).

### Liste de sous-espèces
Selon World Checklist of Selected Plant Families (WCSP) (27 avr. 2010) :
- Baldellia ranunculoides subsp. cavanillesii  Molina Abril, A.Galán et J.M.Pizarro, 1994
- Baldellia ranunculoides subsp. ranunculoides
- Baldellia ranunculoides subsp. repens  (Lam.) Á.Löve et D.Löve, 1961

## Menaces et protection
En France, cette espèce est protégée depuis 1988 dans la région Champagne-Ardenne, depuis 1990 dans la région Haute-Normandie et depuis 1992 dans les régions Bourgogne et Franche-Comté,.